# Volo Bering Air 445
Il 6 febbraio 2025, il volo Bering Air 445, operato da un Cessna 208B Grand Caravan dall'aeroporto di Unalakleet a quello di Nome, è precipitato mentre sorvolava il Norton Sound in Alaska con 10 persone a bordo. Il relitto dell'aereo è stato ritrovato distrutto il giorno successivo, insieme ai corpi dei 10 occupanti.

## Contesto

### Aereo
L'aereo era un Cessna 208B Grand Caravan EX gestito da Bering Air. Era registrato con marche N321BA e aveva numero di serie 208B5613. L'aereo è stato prodotto nel 2020 da Cessna.

### Passeggeri ed equipaggio
A bordo dell'aereo c'erano nove passeggeri e un pilota, tutti adulti. Il 7 febbraio 2025, la Guardia Costiera ha annunciato che tutte le 10 persone erano morte nell'incidente.
Due passeggeri sono stati identificati come dipendenti della divisione di salute ambientale e ingegneria dell'Alaska Native Tribal Health Consortium. Secondo quanto riferito, erano in viaggio di lavoro a Unalakleet per assistere un sistema di riscaldamento per un impianto idrico.

## La scomparsa
Il volo di linea nazionale, operato come volo 445, è partito dall'aeroporto di Unalakleet ed è decollato dalla pista 33 alle 14:38 AKST. L'arrivo all'aeroporto di Nome era previsto per le 16:20. Secondo il servizio di tracciamento dei voli Flightradar24, l'ultima posizione trasmessa dall'aereo è stata alle 15:16 con un'altitudine di circa 5 300 piedi (1 600 m). 
L'aereo si trovava a un'altitudine di crociera di circa 7 700 piedi (2 300 m). La discesa verso Nome è iniziata alle 15:11 circa, con una velocità massima al suolo di 163 nodi (302 km/h). La stessa velocità al suolo è poi precipitata per due minuti, scendendo a 110 nodi (200 km/h) a 5 725 piedi (1 745 m).
Prima della scomparsa dal radar, il pilota del volo ha informato il controllo del traffico aereo di Anchorage che avrebbe iniziato un circuito di attesa aspettando che la pista fosse liberata.
Il comandante di corvetta della Guardia Costiera Benjamin McIntyre-Coble ha dichiarato che l'aereo non ha inviato alcun segnale di soccorso. La US Civil Air Patrol ha dichiarato che intorno alle 15:18, l'aereo ha subito “un qualche tipo di evento che ha causato una rapida perdita di quota e di velocità”.
Il velivolo si è schiantato sul ghiaccio a circa 34 miglia a sud-est della sua destinazione a Nome.

## Le ricerche
I vigili del fuoco volontari di Nome hanno condotto ricerche attive a terra da Nome e White Mountain, ma le ricerche aeree sono state limitate a causa delle cattive condizioni meteorologiche e di visibilità. La Guardia Costiera e l'Aeronautica degli Stati Uniti sono intervenute per aiutare nei soccorsi, inviando velivoli per esplorare l'area nel tentativo di localizzare l'aereo scomparso. Un C-130 Hercules inviato dalla Guardia Costiera dalla base aerea di Elmendorf ad Anchorage per effettuare le ricerche sul Norton Sound non ha trovato il velivolo scomparso. Anche le truppe dello Stato dell'Alaska si sono unite alle ricerche.
La Guardia Costiera statunitense dell'Alaska ha annunciato la fine delle ricerche su Twitter, dopo aver scoperto i resti dell'aereo. Questa affermazione è stata poi verificata in un annuncio della Bering Air sul suo sito web ufficiale, dove ha anche espresso il suo impegno ad assistere le autorità nelle indagini.

## Le indagini
Il National Transportation Safety Board ha annunciato l'avvio di un'indagine sulle cause dell'incidente mortale. Clint Johnson, capo della regione dell'Alaska dell'NTSB, ha dichiarato che l'agenzia era ben consapevole dell'incidente e stava monitorando gli sviluppi.